# Matt Serletic
Matt Serletic é um produtor musical que trabalhou com diversas bandas populares e artistas da Atlantic Records, incluindo Collective Soul, Matchbox Twenty, Blessid Union of Souls, Edwin McCain, Stacie Orrico, e Rob Thomas. Ele também precedeu Jason Flom como presidente da Virgin Records.
Matt Serletic atualmente reside em Nova Iorque com sua esposa e filhos.